# Gian Domenico Cerrini
Gian Domenico Cerrini detto il Cavalier Perugino (Perugia, 1609 – Roma, 1681) è stato un pittore italiano.

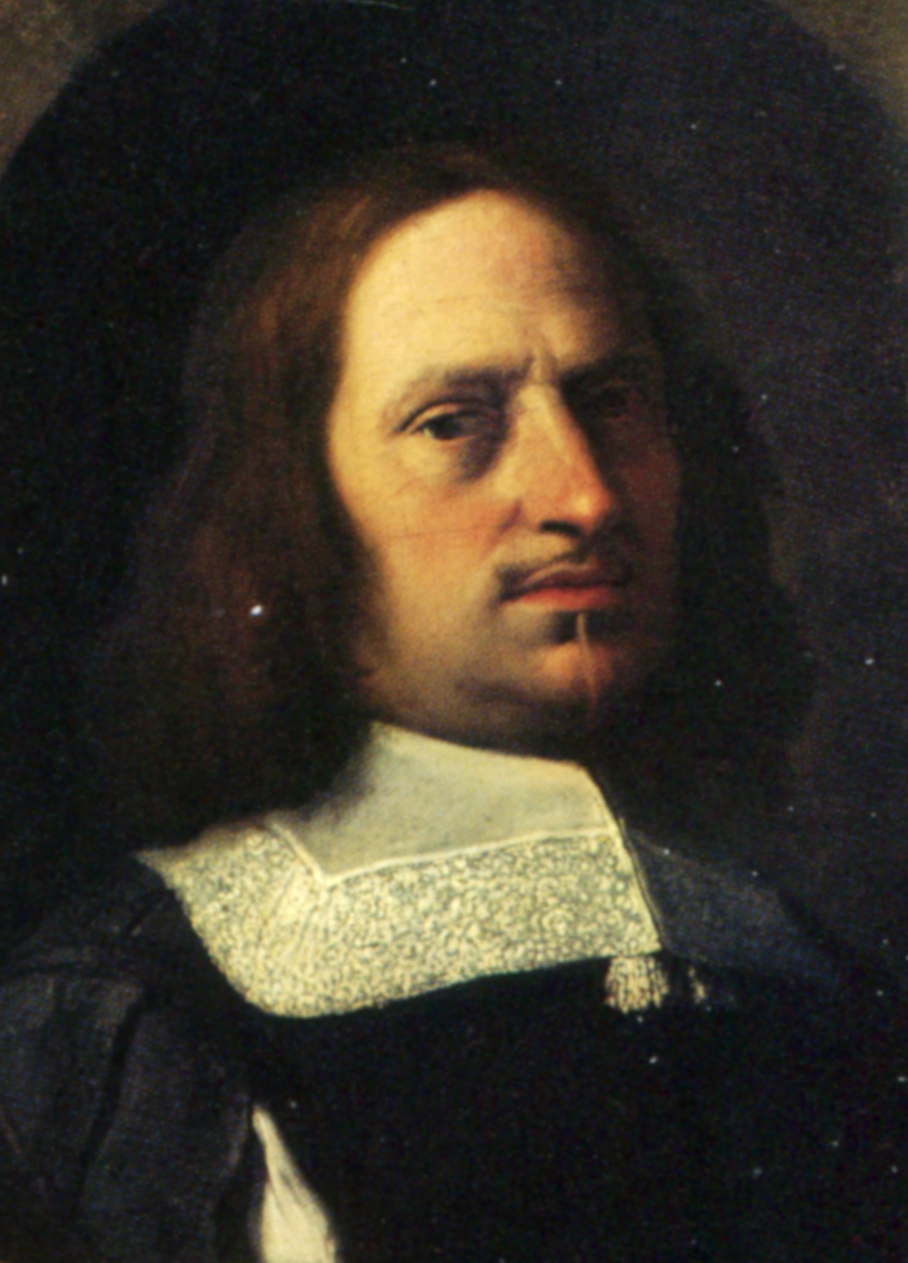
Giovanni Domenico Cerrini (Allegory of painting, c.1639).

Formatosi sulla tradizione classicista bolognese, nel corso della sua attività si indirizzò verso le nuove soluzioni barocche.

## Biografia
Secondo quanto scrisse Lione Pascoli nel 1736, il Cerrini si formò alla bottega romana di Guido Reni, qui l'artista si indirizzò anche verso la pittura di Giovanni Lanfranco e del Guercino, del Domenichino e di Andrea Sacchi riuscendo a sviluppare uno stile con figure dai contorni ondulati e morbidi, rese con un colore chiaro e lattiginoso.
Grazie ai rapporti che intrattenne con i maggiori esponenti della famiglia Spada, primo fra tutti il cardinale Bernardino, l'artista ottenne negli anni trenta-quaranta del Seicento alcune delle maggiori commesse artistiche, lavorando per le maggiori famiglie romane. Entrato in contatto con Giulio Rospigliosi, futuro papa Clemente IX, probabilmente da quest'ultimo ricevette la commissionare per la decorazione della cupola di Santa Maria della Vittoria a Roma, realizzata tra il 1654 e il 1655. Successivamente lavora alla Cappella Cornaro, con, secondo Roberto Longhi, "un senso spaziale un po' secco e arcaizzante".
Dopo questa impresa, si levarono forti critiche che portarono alla pubblicazione, nel 1656, di un libretto di poesie in difesa dell'artista, anche se il vero destinatario del componimento fu il cardinal Rospigliosi. Per sfuggire alle critiche l'artista si trasferì nello stesso anno a Firenze, presso la corte medicea fino al 1661, realizzando numerose opere classiciste, tra le quali il Mosè e Aronne, del 1660 circa, conservato all'Accademia Petrarca di Arezzo, dove l'intonazione sacchiana s'innesta su un impianto classicista di matrice reniana.
Tornato a Roma, la sua pittura, come nelle opere Venere e Anchise, Berlino, Bode Museum; Cristo e la Samaritana, Roma, Palazzo Barberini; Il tempo aggredisce la bellezza, Madrid, Prado; si orientò verso soluzioni barocche con figure, dai panneggi agitati, in movimento e dai colori squillanti.

## Opere
- Aix-en-Provence
  - Abramo respinge Agar e Ismaele, Musèe Granet, 122 × 172 cm
- Ascoli Piceno
  - San Giovanni Battista, Chiesa di Sant'Angelo Magno, 245 × 172 cm
- Berlino
  - Apollo e la Sibilla Cumana, Gemäldegalerie, 102 × 133,3 cm
  - Ritratto di giovane donna, Gemäldegalerie, 66 × 50 cm
- Bologna
  - Allegoria della pittura, Pinacoteca Nazionale, 129 × 107 cm
- Extauri Navarra
  - Giuditta e Oloferne, collezione privata, 124 × 173 cm
- Firenze
  - Allegoria della pittura, collezione privata, 90 × 70 cm
  - Eraclito e Democrito, Gallerie Statali, 145 × 182 cm
  - Giuseppe spiega i sogni, collezione privata, 174 × 145 cm
  - Scena biblica (Storia di san Giovanni Battista?), Firenze, Gallerie Statali, in deposito presso il Cenacolo di San Salvi, 240 × 300 cm
  - Sacra Famiglia con sant'Elisabetta, Galleria Palatina, 133 × 115 cm
  - Sacra Famiglia con santa Elisabetta, Galleria degli Uffizi (Depositi), già raccolta Feroni, 127 × 110 cm
  - San Bernardo, Galleria degli Uffizi (Depositi), 126 × 97 cm
  - Mosè ed Aronne, Gallerie Statali, in deposito presso l'Accademia Petrarca di Arezzo, cm.226x326
  - Mosè, Gallerie Statali, 225 × 182 cm
  - Portatrice d'uova, Galleria Corsini, 96 × 78 cm
  - San Girolamo, Gallerie Statali, 115 × 165 cm
  - Sant'Agostino addita alla Religione il libro delle sue opere, Galleria Palatina, 50 × 76 cm
  - Humana Fragilitas, Museo Bardini, 130 × 97 cm
- Forlì
  - San Giovanni Battista, Pinacoteca civica
- Ginevra
  - Martirio di san Sebastiano, Musée d'Art et d'Histoire, 246 × 170,5 cm
- Madrid
  - Il Tempo aggredisce la Bellezza, Museo del Prado, 258 × 229 cm
  - Maddalena in meditazione, Museo del Prado, 142 × 142 cm
- Milano
  - Sposalizio mistico di santa Caterina, collezione privata, 155 × 167 cm
- Modena
  - Giovane donna, Galleria Antiquaria Cantore, 45 × 39 cm
- Montecomparti
  - Apparizione dell'Angelo alla Maddalena, Convento di San Silvestro, Pinacoteca, 220 × 157 cm
  - La preghiera di Cristo nell'Orto, Convento di San Silvestro, Pinacoteca, 220 × 150 cm
- Parigi
  - Testa di un angelo, Galérie Ratton-Ladrière, 27 × 22 cm
  - Maddalena, Louvre, 148 × 105 cm
- Pergola
  - Sant'Orsola, Chiesa di Sant'Orsola, 296 × 194 cm
- Perugia
  - Incredulità di San Tommaso, collezione privata, 123 x 180 cm
  - Negazione di Pietro, collezione privata, 117,5 x 157 cm
  - Madonna col Bambino, Basilica di San Pietro, 135 × 100 cm
  - Carità romana, Fondazione Cassa di Risparmio, 172 × 122 cm
  - Allegoria della Fortuna, collezione privata, 124 × 110 cm
  - Apollo e la Sibilla Cumana, Fondazione Cassa di Risparmio, 101,6 × 134,6 cm
  - Sacra Famiglia con due angeli, Fondazione Cassa di Risparmio, 220 × 202 cm
  - Sacra Famiglia con san Giovannino e santa Elisabetta, Galleria Nazionale dell'Umbria, 139 × 173 cm
  - San Giovanni Battista, Basilica di San Pietro, 135 × 96,5 cm
- Pesaro
  - La liberazione di san Pietro dal carcere, Toschi Mosca Dipinti Antichi, 123 × 167 cm
- Rennes
  - La musa Euterpe, Musée des Beaux Arts, 63 × 47 cm
- Rho Ferrarese
  - Risanamento miracoloso di uno storpio, Collezione Cavallini Sgarbi, 100 × 75 cm
- Roma
  - Allegoria della pittura, collezione privata, 90 × 70 cm
  - Cristo e la Samaritana, Galleria nazionale d'arte antica di Palazzo Barberini, 235 × 304 cm
  - David con la testa di Golia, Galleria Spada, 202 × 148 cm
  - Figura femminile, collezione privata, 53,5 × 49,5 cm
  - Sacra Famiglia con sant'Elisabetta, Galleria nazionale d'arte antica di Palazzo Corsini, 131 × 130 cm
  - Ritratto del cardinale Bernardino Spada, Galleria Spada, 74,5 × 62 cm
  - Ritratto di gentiluomo, collezione privata, 87 × 70 cm
  - San Sebastiano curato dalle pie donne, Galleria Colonna, 319 × 216 cm
  - Sant'Orsola, Convento di San Carlino alle Quattro Fontane
  - Apparizione della Sacra Famiglia alle sante Caterina e Agnese, Convento di San Carlino alle Quattro Fontane
- Tours
  - Amnon e Thamar, Musée des Beaux Arts, 118 × 168 cm
- Venezia
  - La maga Circe, collezione privata, 120 × 90 cm